# RMS Carpathia
El RMS Carpathia fou un vaixell transatlàntic de la Cunard Line que va ser construït per Swan Hunter & Wigham Richardson. És famós per ser el rescatador dels supervivents del RMS Titanic el 1912.
Aquest vaixell va ser construït per les drassanes Swan Hunter de Newcastle, i va avarar el 6 d'agost de 1902. El Carpathia va fer el seu primer viatge el 1903. Aquesta embarcació no superava les 13.000 tones de desplaçament, era a més mixt, és a dir de càrrega i per a 750 passatgers. De sòlida construcció però de pas lent (16 n) va passar a la fama durant la tragèdia del RMS Titanic, el 1912, al comandament del capità Arthur Rostrom.
Aquesta embarcació havia salpat des de Nova York al comandament del capità Rostron quan a la seva sala del telègraf, a càrrec de Harold Thomas Cottam, va rebre l'anguniosa trucada d'auxili (CQD) del RMS Titanic, a prop de les 12:25 hores del 15 d'abril de 1912. Rostron, que estava a unes 58 milles al sud de la posició radiada, va canviar de rumb i va forçar al màxim el seu vaixell per poder arribar a temps, fins i tot va decidir apagar la calefacció per poder tenir més energia disponible.

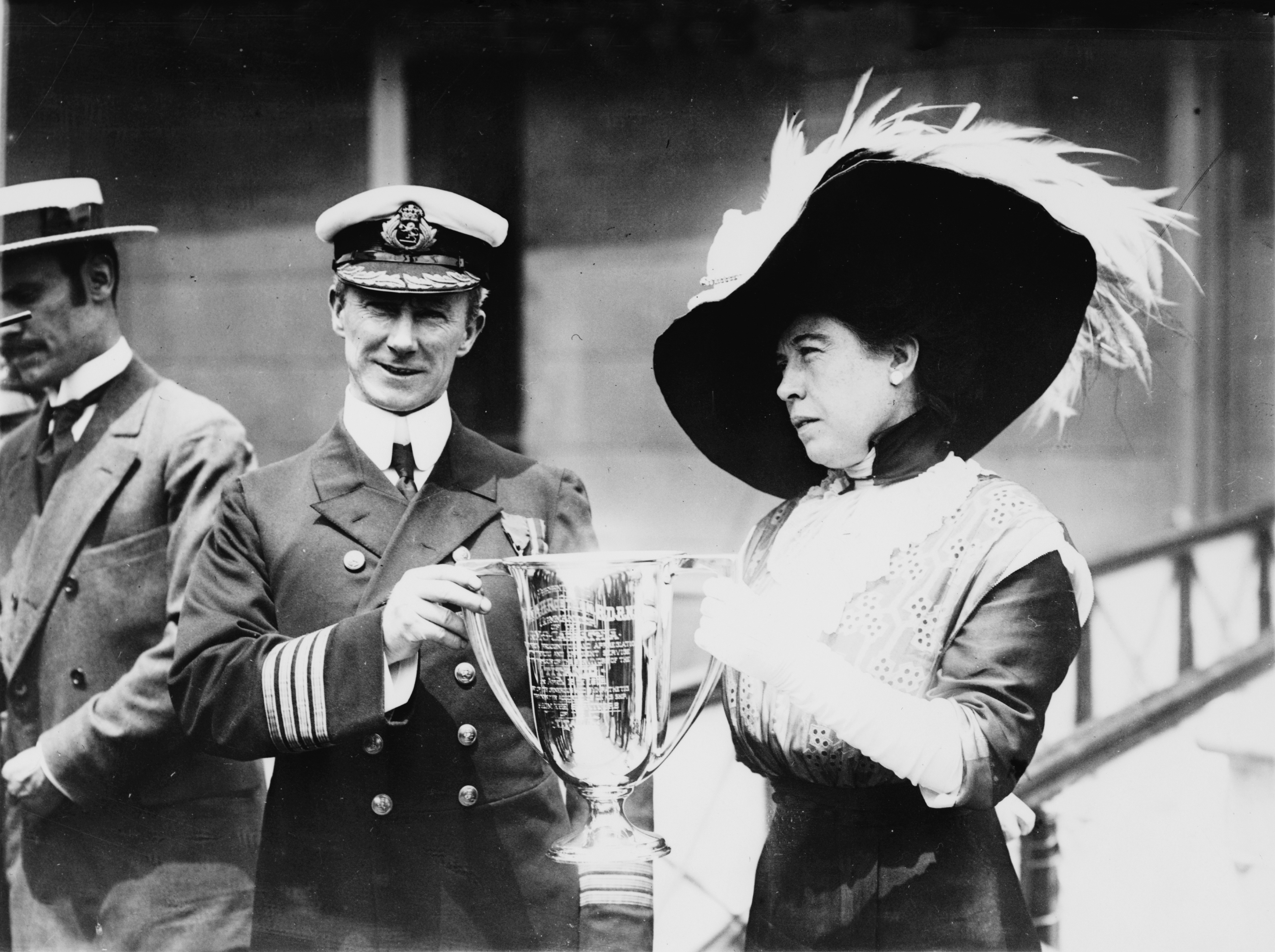
El capità Rostron exhibeix un premi al costat de Molly Brown

Va aconseguir arribar dues hores després de l'enfonsament (aproximadament. a les 4:20 del matí) al lloc gairebé exacte i rescatar 712 supervivents del Titanic quan el transatlàntic va impactar amb un iceberg el diumenge 14 d'abril de 1912. Va arribar a Nova York i va lliurar els supervivents. Va ser molt criticat per la premsa novaiorquesa per mantenir silenci radial davant de les preguntes realitzades per la premsa.
El seu últim viatge va ser el 17 de juliol de 1918 per portar tropes a través de l'Atlàntic per a la guerra. Al camí de Liverpool de Nova York, el Carpathia va ser interceptat per l'U-55 i enfonsat per tres torpedes.
El vaixell va ser descobert el 1997 i es troba submergit a uns 152 m de profunditat i a 480 km de la costa de Devon.